# D4D
Dick4Dick (również D4D) – polski zespół założony w Gdańsku w 2004 roku. Grupa początkowo prezentowała muzykę z pogranicza rocka, popu i muzyki elektronicznej. Zespół znany jest z ekstrawaganckich koncertów i dosadnych tekstów piosenek.
W 2006 grupa dostała nagrodę magazynu Aktivist Nocne Marki dla najlepszego zespołu. W 2009 powstał komiks autorstwa Jakuba Rebelki pt. Dick4Dick: Harem Zordaxa. Członkowie grupy wystąpili też w filmie Marcina Wrony „Moja Krew”. Są założycielami studia nagraniowego i wydawnictwa Dickie Dreams. W 2009 roku zespół podpisał kontrakt z wytwórnią Mystic Production.

## Dyskografia
| Rok  | Tytuł                  | Uwagi                     |
| ---- | ---------------------- | ------------------------- |
| 2005 | Silver Ballads         | Zgniłe Mięso Rekords      |
| 2008 | Grey Album             | Dickie Dreams Records     |
| 2009 | The Legendary Dick     | CD+DVD, Mystic Production |
| 2009 | Summer Remains         | Mystic Production         |
| 2010 | Who’s Afraid Of?       | Mystic Production         |
| 2013 | 5                      | Mystic Production         |
| 2016 | tau Ceti e             | Dickie Dreams             |
| 2017 | Dick4Dick Is A Woo!Man | Mystic Production         |

| Rok  | Tytuł             | Uwagi                 |
| ---- | ----------------- | --------------------- |
| 2006 | Dick Back in Town | Dickie Dreams Records |

| 2009                           | „Hollywood” | 12 | –  |
| 2010                           | „Canonade”  | 23 | 34 |
| „—” pozycja nie była notowana. |             |    |    |

## Wybrane teledyski
| Rok  | Tytuł                | Reżyseria        | Źródło |
| ---- | -------------------- | ---------------- | ------ |
| 2010 | „Love is dangerous”  | Antek Nykowski   | [ 14 ] |
| 2011 | „Call Up Your Mamma” | Jakub Wesołowski | [ 15 ] |
| 2011 | „Your Sweet Feet”    | Jacek Frąś       | [ 16 ] |

## Nagrody i wyróżnienia
| Rok  | Kategoria                                         | Nagroda        | Uwagi     |
| ---- | ------------------------------------------------- | -------------- | --------- |
| 2011 | Album roku muzyka alternatywna (Who’s Afraid Of?) | Fryderyk       | nominacja |
| 2011 | Kreacja aktorska (Love is dangerous)              | Yach Film 2011 | nominacja |
| 2011 | Debiut realizatorski (Call Your Mamma)            | Yach Film 2011 | nominacja |
| 2018 | Album roku elektronika (Dick4Dick Is a Woo!Man)   | Fryderyk       | nominacja |